# Jan Loth
Jan Loth (* 31. August 1900 in Warschau; † 7. Juni 1933 in Otwock) war ein polnischer Fußballtorhüter, der aber auch im Mittelfeld und im Sturm zum Einsatz kam.

## Fußball

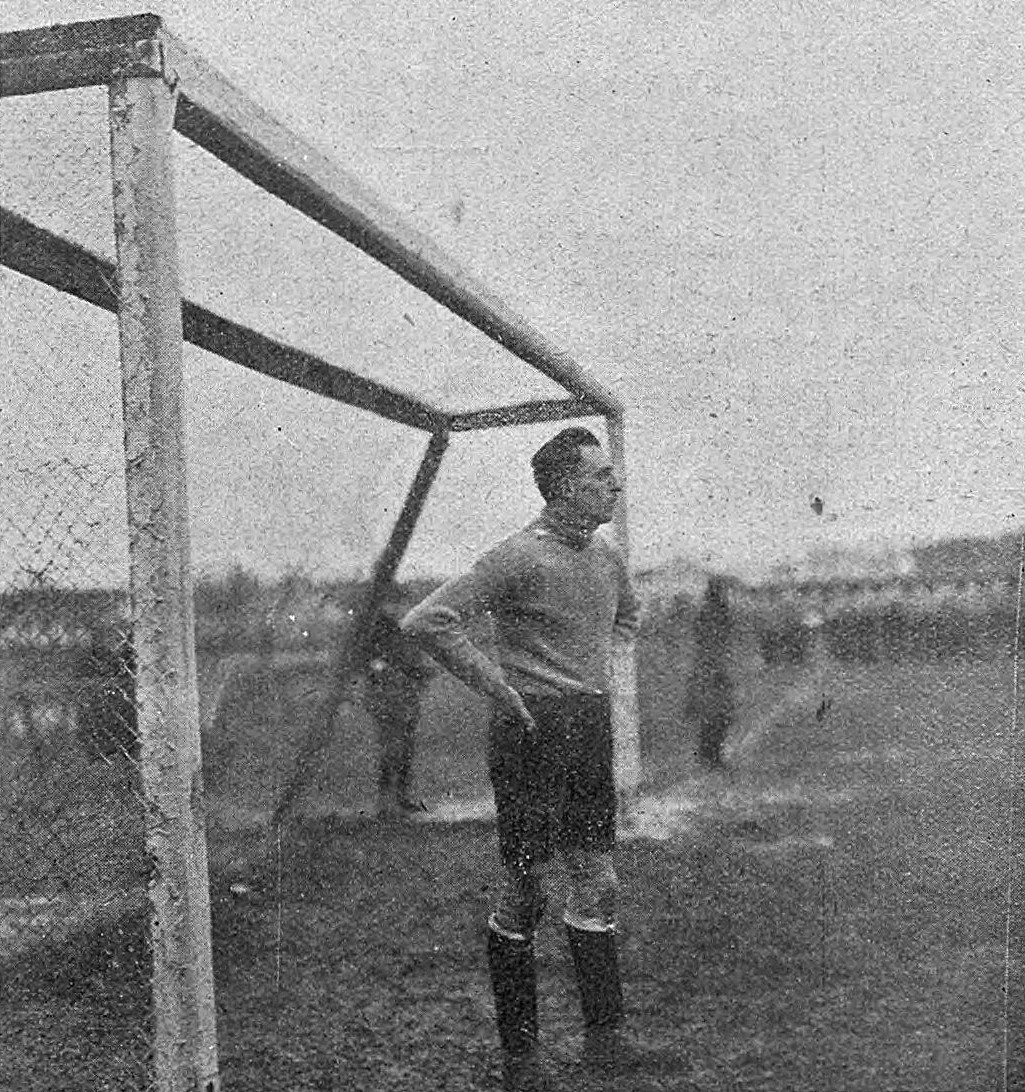
Jan Loth (1925)

Der sportbegeisterte Loth kam im Jahre 1918 zum Fußball. Auf Vereinsebene konnte er mit Polonia Warschau in den Jahren 1921 und 1926 jeweils die Vizemeisterschaft erringen. Am 18. Dezember 1921 gehörte er zum 13er Kader, welcher für das allererste Länderspiel gegen Ungarn nominiert wurde. Die Partie wurde mit 0:1 in Budapest verloren. In der Folge lief  Loth noch 4 Mal für die Polnische Fußballnationalmannschaft auf und kam so auf 5 Einsätze im Nationaldress. 3 der 5 Spiele absolvierte er als Torhüter, die anderen 2 Partien hingegen als Mittelfeldspieler. Im Jahre 1927 beendete er seine Laufbahn im Fußball.

## Tennis/Leichtathletik
Loth spielte auch bis zum Jahr 1930 Tennis und war ferner in der Leichtathletik aktiv. Er war zeitweise auf nationaler Ebene Rekordhalter im 4-mal-400-Meter-Staffellauf und wurde einmal polnischer Vizemeister im Hochsprung.

## Persönliches

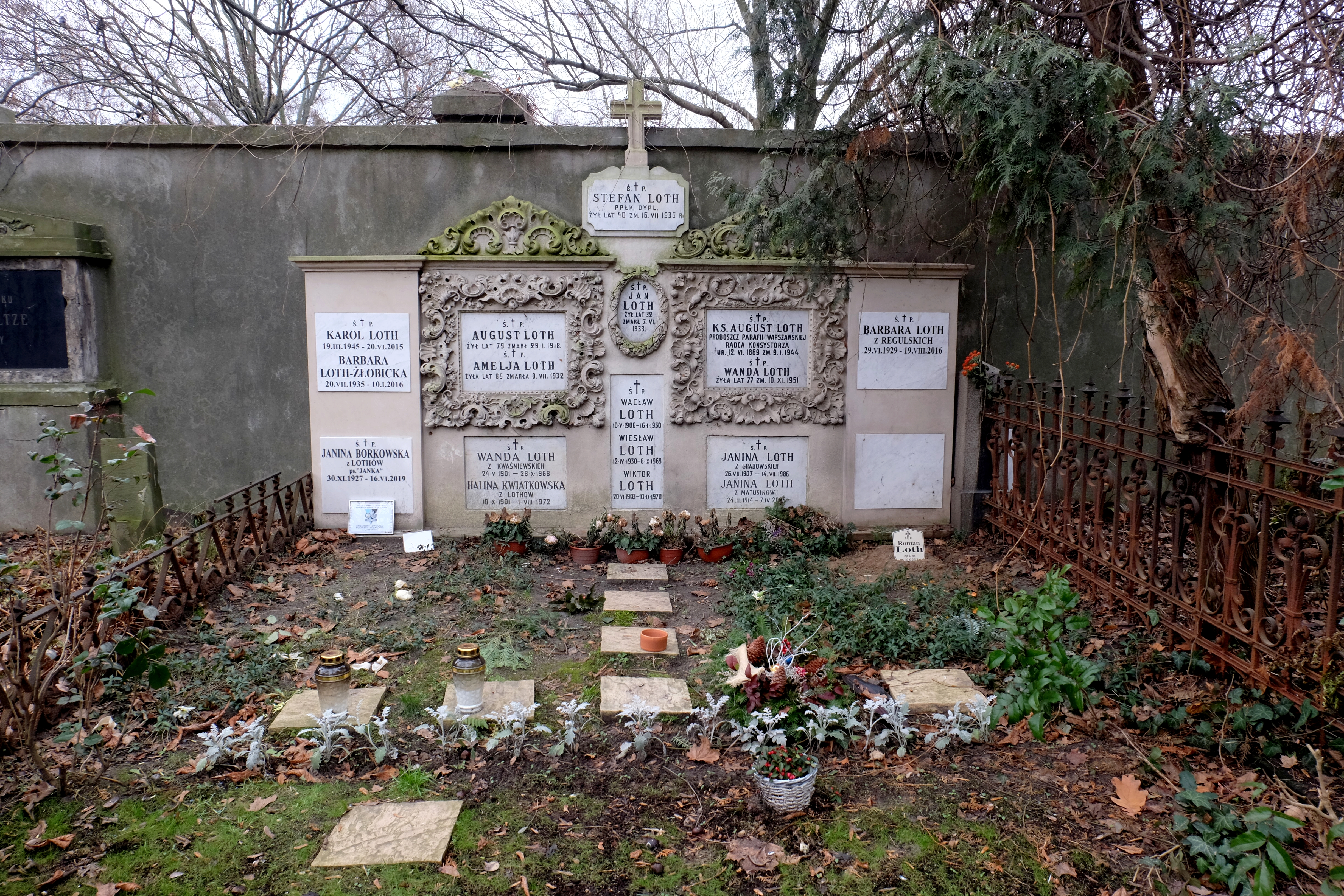
Familiengrab Loth (2020)

Sein älterer Bruder Stefan Loth (1896–1936) war ebenfalls bis ins Jahr 1929 als Fußballer aktiv und in den Jahren 1929–1931, sowie 1932 und 1934 interim als Trainer der polnischen Fußballnationalmannschaft tätig.
Jan Loth verstarb am 7. Juni 1933 in Otwock an Tuberkulose. Er wurde auf dem Evangelisch-Augsburgischen Friedhof (Warschau) beigesetzt.

## Auszeichnungen
- 1931: Verdienstkreuz der Republik Polen in Silber – Für Verdienste um die Entwicklung des Sports.[1]